# Blue Cresc.
『Blue Cresc.』（読み：ブルークレッシェンド）は、CYNHNの2枚目のオリジナルアルバム。2022年2月2日に I BLUEから発売された。

## 概要
2019年6月26日に発売された1st「タブラチュア」以来約2年7ヶ月ぶりとなる2ndアルバム。
新曲3曲を収録。既発表曲であるシングル4曲とそのカップリング2曲、およびミニアルバム『#0F4C81』の4曲は現体制の4人（青柳透、綾瀬志希、月雲ねる、百瀬怜）によって再レコーディングされ、曲名タイトルにニューバージョンとして"-ν-"と記載されている。

楽曲制作では、渡辺翔、eba（cadode）、草野華余子、kan sano、mol-74、蒼山幸子（ex.ねごと）、笹川真生、高橋國光（österreich／ex. the cabs）、ケンカイヨシ、トオミヨウ、高橋諒が提供している。

本アルバムのリード曲として「レア」のMVが先行公開され、「水の中の」のMVはメンバーの綾瀬志希による手描きアニメーションで作成された。

本アルバムの発売は、CYNHNのデビュー4周年イベント「CYNHN Streaming Day『Thank you Blue』」にて発表された。イベント内ではeba、草野華余子、渡辺翔ら楽曲制作に参加したクリエーターや、デビュー前からゆかりがあり「夜間飛行」「ソルベ」で振付を担当したでんぱ組.incの藤咲彩音からお祝いのコメントも寄せられた。

## 収録曲
1. AOAWASE
作詞・作曲：渡辺翔、編曲：笹川真生
振付：Μёgpis
  - 9thシングル
  - CYNHN（スウィーニー）「AOAWASE」Music Video - YouTube
2. レア
作詞：渡辺翔、作曲・編曲：Kan Sano
振付：Μёgpis
  - アルバムリード曲
  - CYNHN（スウィーニー）「レア」Music Video - YouTube
3. 2時のパレード -ν-
作詞・作曲：渡辺翔、編曲：高橋諒
振付：Μёgpis
  - 6thシングル
  - 再レコーディング曲
  - CYNHN（スウィーニー）「2時のパレード」Music Video - YouTube
4. 氷菓 -ν-
作詞：武市和希、作曲：mol-74、編曲：トオミヨウ
振付：Μёgpis
  - 1stEP『#0F4C81（クラシックブルー）』収録
  - NHK-FM「ミュージックライン」12・1月度オープニングテーマ（2020年～2021年）
  - テレビ神奈川 青春音楽バラエティ「𠮷井さん～オヤジの音楽狩り～」12月テーマソング（2020年）
  - 再レコーディング曲
  - CYNHN（スウィーニー）「氷菓」Music Video - YouTube
5. インディゴに沈む -ν-
作詞・作曲：草野華余子、編曲：草野華余子／eba
振付：Μёgpis
  - 1stEP『#0F4C81（クラシックブルー）』収録
  - 再レコーディング曲
6. 解けない界面論 -ν-
作詞・作曲：渡辺翔、編曲：笹川真生
振付：sumire
アニメーションMV：綾瀬志希
  - 6thシングルカップリング
  - 再レコーディング曲
  - CYNHN（スウィーニー）「解けない界面論」Music Video (2コーラス Ver.) - YouTube
7. 夜間飛行 -ν-
作詞：蒼山幸子、作曲・編曲：トオミヨウ
振付：藤咲彩音（でんぱ組.inc）
  - 1stEP『#0F4C81（クラシックブルー）』収録
  - 再レコーディング曲
8. 水の中の
作詞・作曲：高橋國光、編曲：ケンカイヨシ
  - アニメーションMV：綾瀬志希
  - CYNHN（スウィーニー）「水の中の」Music Video - YouTube
9. 水生 -ν-
作詞・作曲：渡辺翔、編曲：eba
振付(MV)：sumire
振付(ライブ)：Μёgpis
  - 7thシングル
  - 再レコーディング曲
  - CYNHN（スウィーニー）「水生」Music Video - YouTube
10. イナフイナス -ν-
作詞・作曲：渡辺翔、編曲：ケンカイヨシ
振付：Μёgpis
  - 1stEP『#0F4C81（クラシックブルー）』収録
  - 再レコーディング曲
  - CYNHN（スウィーニー）「イナフイナス」Music Video - YouTube
11. くもりぎみ -ν-
作詞・作曲：渡辺翔、編曲：笹川真生
振付：百瀬怜
アニメーションMV：綾瀬志希
  - 8thシングルカップリング
  - 再レコーディング曲
  - CYNHN（スウィーニー）「くもりぎみ」Music Video - YouTube
12. ごく平凡な青は、-ν-
作詞・作曲：渡辺翔、編曲：eba
振付：Μёgpis
  - 8thシングル
  - 再レコーディング曲
  - CYNHN（スウィーニー）「ごく平凡な青は、」Music Video - YouTube
13. アンサンぶる
作詞・作曲：渡辺翔、編曲：eba
振付：Μёgpis

## 参加ミュージシャン（50音順）
- 安達貴史（M4）：ベース
- イガラシ（ヒトリエ）（M12）：ベース
- eba （M5 、M9、M12、M13）：ギター、ベース、キーボード、プログラミング、編曲
- Kan Sano （M2）：ピアノ、シンセサイザー、ギター、ベース、プログラミング、編曲
- 岸田勇気 （M12）：クラビネット
- 草野華余子 （M5）：ギター、ベース、キーボード、プログラミング、編曲
- ケンカイヨシ（M8、M10）：ベース、プログラミング、編曲
- 笹川真生 （M1、M6 、M11）：ピアノ、ギター、ベース、プログラミング、編曲
- 佐々木秀尚（M10）：ギター
- 佐藤丞（M1）：ドラム
- 塩野海（M8）：ストリングス
- 鈴木浩之（M9）：ドラム
- 高橋國光（M8）：ギター
- 高橋諒（M3）：ピアノ、ギター、ベース、プログラミング、編曲
- 高橋涼馬（mol-74）（M1）：ベース
- トオミヨウ（M4、M7）：キーボード、ピアノ、Eギター、ベース、コーラス、プログラミング、編曲
- 二家本亮介（M9）：ベース
- 平畑徹也 （M1）：ピアノ
- 真壁陽平（M4、M7）：ギター
- ゆーまお（ヒトリエ）（M12 、M13）：ドラム

## 制作背景

### アルバムのコンセプト
楽曲制作を担当するA&Rディレクターの山田裕一朗は、1stアルバム『タブラチュア』までをCYNHNの第1章と位置付けており、続く第2章のストーリーでは"時間軸"に焦点を当てて楽曲制作のテーマとしている。
主人公であるCYNHNメンバーが夜型であることにちなみ、1stアルバム『タブラチュア』に収録された楽曲「pray for blue」で歌われる色のない暗闇を始点に、まだ見ぬ世界に踏み出して自分たちの青を取り戻す。このテーマに沿って"深夜"、"明け方"、そして徐々に"明るい世界"となるまでの時間軸に沿ったストーリーの構想を制作チームに共有した、と明かしている。
このストーリーより生まれたシングル3部作では、7th「2時のパレード」、8th「水生」、9th「ごく平凡な青は、」と渡辺翔の手によって時間軸ごとに異なる世界に生きるCYNHNの青色がそれぞれ表現されている。またアルバムのコンセプトとしては、この3部作での時間の経過とともに青色が変化していく様が表現されている。この時間の経過と青色の変化に関してはアートワークでも一貫しており、歌詞カード背景色の青色がページ数とともに色濃くなることで表現されている。
また「2時のパレード」と「レア」は同じ深夜の時間帯であり、パラレルワールドの関係。"深夜の渋滞の思考"を抜け出して笑おうとする日もあるよね、という世界観。歌詞・アレンジ・振付でも関連付けられている点がある。

### 4人での再録
本アルバムでは全ての楽曲が現体制の4人の歌唱によるもので、新曲3曲以外の既発表曲10曲は再レコーディングされている。
この点についてA&Rディレクターの山田は、"リリース時期の近かったミニアルバム『#0F4C81』の楽曲を2ndアルバムに収録するか悩んでいたが、 2021年4月10日に開催されたワンマンライブ「Blue Spring」（東京・池袋Harevutai）のパフォーマンスを見て心を打たれ、既発楽曲を4人で歌い直ししたものを収録したいと思った理由を下記のように回想している。
"プロジェクトから一方的に与えられた作品に対してメンバーが意見をすることはできない。しかしその作品を自分たちで解釈して一生懸命練習して出来上がったパフォーマンスは独創的で、楽曲を世の中に伝えたいという熱い想いを感じた。
過去に在籍したメンバーの努力の道があって今があるのは間違いない。ただCYNHNというグループを今続けられているのは、個人のソロ活動よりもCYNHNを大きくしたいという気概を持ち、これからの未来に向けて活動しているメンバーがいるから。だから再録されるべく再録に至った"。

## アルバム収録内容
CDは2形態で、「レア」のMV・メイキングを収録したDVDと『CYNHN LIVE TOUR 2021 -AOAWASE-』名古屋・大阪公演のライブ音源を収録したCDが付属した全13曲DISC3枚仕様の初回限定盤、リミックス2曲を追加収録した全15曲の通常盤。

### 初回限定盤

#### CD DISC 1
1. AOAWASE
2. レア
3. ２時のパレード-ν-
4. 氷菓 -ν-
5. インディゴに沈む -ν-
6. 解けない界面論 -ν-
7. 夜間飛行 -ν-
8. 水の中の
9. 水生 -ν-
10. イナフイナス -ν-
11. くもりぎみ -ν-
12. ごく平凡な青は、 -ν-
13. アンサンぶる

#### CD DISC 2 (CYNHN「LIVE TOUR 2021 -AOAWASE-」Live CD（From Nagoya & Osaka)
1. 水生 -CYNHN 「LIVE TOUR 2021 -AOAWASE-」（From Osaka）-
2. イナフイナス -CYNHN「LIVE TOUR 2021 -AOAWASE-」（From Nagoya）-
3. 夜間飛行 -CYNHN「LIVE TOUR 2021 -AOAWASE-」（From Osaka）-
4. インディゴに沈む -CYNHN「LIVE TOUR 2021 -AOAWASE-」（From Osaka）-
5. 氷菓 -CYNHN「LIVE TOUR 2021 -AOAWASE-」（From Osaka）-
6. 2時のパレード -CYNHN「LIVE TOUR 2021 -AOAWASE-」（From Osaka）-
7. はりぼて -CYNHN「LIVE TOUR 2021 -AOAWASE-」（From Nagoya）-
8. AOAWASE -CYNHN「LIVE TOUR 2021 -AOAWASE-」（From Osaka）-

#### DVD
- CYNHN「レア」Music Video & メイキング

### 青盤（通常盤）
1. AOAWASE
2. レア
3. ２時のパレード-ν-
4. 氷菓 -ν-
5. インディゴに沈む -ν-
6. 解けない界面論 -ν-
7. 夜間飛行 -ν-
8. 水の中の
9. 水生 -ν-
10. イナフイナス -ν-
11. くもりぎみ -ν-
12. ごく平凡な青は、 -ν-
13. アンサンぶる
14. 2時のパレード Kan Sano Remix
15. ごく平凡な青は、quoree Remix